# Boloria gerda
Boloria gerda är en fjärilsart som beskrevs av Schultz 1908. Boloria gerda ingår i släktet Boloria och familjen praktfjärilar. Inga underarter finns listade i Catalogue of Life.